# Меоре-Свири
Меоре-Свири (груз. მეორე სვირი) — село в Грузии, на территории Зестафонского муниципалитета края (мхаре) Имеретия.

## География
Село находится в западной части Грузии, на левом берегу реки Квирилы, на расстоянии приблизительно 3 километров (по прямой) к западу от города Зестафони, административного центра муниципалитета. Абсолютная высота — 273 метра над уровнем моря.

## Население
По результатам официальной переписи населения 2014 года, в Меоре-Свири проживало 3356 человек (1711 мужчин и 1645 женщин). В национальной структуре населения грузины составляли 99,97 %, украинцы — 0,03 %.
| Год  | Население, человек |
| ---- | ------------------ |
| 2002 | 4569               |
| 2014 | ↘ 3356             |